# Vanesa González
Vanesa Natalia González (Banfield, Lomas de Zamora, provincia de Buenos Aires; 3 de febrero de 1987) es una actriz argentina de televisión y teatro conocida por sus actuaciones en ficciones como 1/2 falta, Son de Fierro, Lobo, Dulce amor y Señores papis, entre otras. Recientemente estuvo en la telenovela Las Estrellas interpretando a Lolita.

## Biografía
Desde temprana edad demostró un gran interés por la actuación teatral, interés que con el tiempo se transformó en pasión por el teatro y la interpretación. 
A los 16 años, luego de que sus padres se separaran, Vanesa se fue a vivir a Buenos Aires con su padre. Al mismo tiempo ingresó a la escuela de teatro dirigida por Lito Cruz, a donde asistió hasta sus primeras actuaciones en televisión

## Carrera
Debutó en televisión en la exitosa tira juvenil 1/2 falta, en 2005. Más tarde, hizo algunas participaciones en Alma pirata, Amo de casa y Mujeres asesinas. 
En 2006, protagonizó junto a Rocío Cardoso y Juliana Miceli la obra Así de perras, comedia grotesca con tres sketches y tres monólogos; centrada en mostrar el laberíntico imaginario masculino respecto al mundo supuestamente incomprensible de la mujer. González también colaboró como coescritora de esta obra. Fue dirigida por Lito Cruz y presentada en el Teatro Paseo La Plaza. 
En 2007 llegó al gran público actuando en la exitosa comedia de Pol-ka Son de Fierro, donde enamoró, tanto en la ficción como en la vida real, a Mariano Martínez.
En 2007, también dirigida por Cruz, participó de la obra infantil En el país del perbrumón junto a niños actores con diferentes discapacidades. Luego en 2008 presentó en el Teatro Premier la obra escrita por Belén Caccia: "El burdel de París", un musical argentino con acento francés; junto a Patricio Arellano, Flavia Pereda y Ana María Caso, bajo la dirección de James Murray.
En 2008 integró el elenco del exitoso unitario Socias en la pantalla de El trece.
Ese mismo año le llegó su primer protagónico teatral en El diario de Anna Frank, cuya actuación le valió el Premio Clarín a la Revelación como revelación femenina. En 2009 participó de Agosto: Condado Osage. En esta obra, reemplazó por tres meses a Julieta Zylberberg y compartió escenario con Mercedes Morán y Norma Aleandro. 

«Hacer un reemplazo es muy especial. Antes de que me convocaran, había visto Agosto unas diez veces, así que sabía bien de qué se trataba. En las primeras funciones, mi personaje estaba mezclado con lo que había hecho Julieta, pero después evolucionó y pude apropiarme del papel.»

Tras aquella experiencia, Claudio Tolcachir, el director de Agosto, la convocó para Todos eran mis hijos, obra en la que también participaron Lito Cruz, Ana María Picchio, Federico D'Elía y Esteban Meloni. Por su labor obtuvo el premio ACE a la mejor actriz de reparto. 
En el año 2010 coprotagonizó, en televisión, en la novela Caín y Abel, protagonizada por Joaquín Furriel y Julieta Cardinali, en la pantalla de Telefe. También protagonizó un episodio del unitario Lo que el tiempo nos dejó, junto a Laura Novoa.
En 2011 participó en la nueva película de Andres Wood sobre la vida de Violeta Parra, y protagonizó un episodio de los unitarios Maltratadas y decisiones de vida. 
En el 2012 protagonizó junto a Gonzalo Heredia, la telenovela Lobo.  Además protagonizó la miniserie Ruta misteriosa, en la Televisión Pública. Al año siguiente participó como actriz invitada en la telenovela Dulce amor, interpretando a la tercera en discordia entre Marcos (Sebastián Estevanez) y Victoria (Carina Zampini).
En 2014 fue una de las coprotagonistas femeninas de la telenovela Sres. Papis. Vanesa encarna a Luján Cisneros, una maestra jardinera de los hijos de los Sres. Papis.
Durante 2014 actuó en la pieza teatral Love, love, love con Fabian Vena y Gabriela Toscano, y al año siguiente protagonizó la obra de William Shakespeare, Macbeth, nuevamente junto a Toscano. Más tarde encabeza con Guillermo Arengo otro texto de Shakespeare, Otelo.
Regresa a la televisión en 2017, como contrafigura de Celeste Cid, en Las estrellas, ficción de Pol-ka, en horario central de El trece.

## Cine
| Año  | Título                         | Personaje                 | Director             |
| ---- | ------------------------------ | ------------------------- | -------------------- |
| 2003 | Mariposas                      | Chica de la mariposa roja | Brenda Urlacher      |
| 2011 | Secretos de pasión             | Médica                    | Roland Joffé         |
| 2012 | Errata                         | Albertina                 | Iván Vescovo         |
| 2016 | Ecuación, los malditos de Dios | Merlina                   | Sergio Mazurek       |
| 2017 | Hipersomnia                    | Roxy                      | Gabriel Grieco       |
| 2017 | Los últimos románticos         | Flaca                     | Gabriel Drak         |
| 2019 | Los adoptantes                 | Camila                    | Daniel Gimelberg     |
| 2021 | Existir                        | Lola                      | Gabriel Grieco       |
| 2021 | Realidad virtual               | Guadalupe                 | Hernán Finding       |
| 2022 | El lado salvaje                | Clara                     | Juan Dickinson       |
| 2023 | Los bastardos                  | Yolanda (joven)           | Pablo Yotich         |
| TBA  | Historias invisibles           | Romina                    | Guillermo F. Navarro |

## Televisión
| Año       | Título                          | Personaje                | Notas                         | Canal       |
| --------- | ------------------------------- | ------------------------ | ----------------------------- | ----------- |
| 2004      | Los secretos de papá            |                          | Participación                 | El trece    |
| 2005-2006 | 1/2 falta                       | Eloísa Váldez            | Elenco Principal              | El trece    |
| 2006      | Alma Pirata                     | Sofía                    | Participación                 | Telefe      |
| 2006      | Mujeres asesinas 2              | Carolina                 | "Ep: Silvia, celosa"          | El trece    |
| 2007-2008 | Son de Fierro                   | Morena Fontana           | Elenco Principal              | El trece    |
| 2008-2009 | Socias                          | Victoria Asturias        | Elenco Secundario             | El trece    |
| 2009      | Ciega a citas                   | Kathie                   | Participación                 | TV Pública  |
| 2010      | Lo que el tiempo nos dejó       | Elena                    | "Ep: Mi mensaje"              | Telefe      |
| 2010      | Caín & Abel                     | Valentina Paz Molina     | Elenco Principal              | Telefe      |
| 2011      | Maltratadas                     | Laura                    | "Ep: Qué divino"              | América TV  |
| 2011      | Decisiones de vida              | Lorena                   | "Ep: Si y qué?"               | Canal 9     |
| 2012      | Lobo                            | Ana Linares Díaz Pujol   | Elenco Principal              | El trece    |
| 2012      | Violeta se fue a los cielos     | Modelo                   | Invitada                      | Chilevisión |
| 2012      | Dulce amor                      | Luciana Rivero           | Participación                 | Telefe      |
| 2012-2013 | Ruta misteriosa                 | Emilse "Ñata" DiBiase    | Elenco Principal              | TV Pública  |
| 2013      | Historias de diván              | Isabel Martirena         | "Ep: La historia de Isabel"   | Telefe      |
| 2014      | Señores papis                   | Luján Cisneros           | Elenco Principal              | Telefe      |
| 2017-2018 | Las Estrellas                   | Milagros "Lolita" Guzmán | Antagonista Especial          | El trece    |
| 2019      | Apache, la vida de Carlos Tévez | Adriana "Chila" Martínez | Elenco Principal              | Netflix     |
| 2019      | Reacción en cadena              | Carla                    | Especial de Fundación Huésped | El trece    |

## Teatro
| Año           | Obra                                     | Director           | Teatro                     |
| ------------- | ---------------------------------------- | ------------------ | -------------------------- |
| 2006          | Así de perras                            | Lito Cruz          | Paseo La Plaza             |
| 2007          | En el país de Perbrumón                  | Lito Cruz          | Sala Carlos Carella        |
| 2008          | El burdel de Paris                       | James Murray       | Teatro Premier             |
| 2008          | El diario de Ana Frank                   | Helena Tritek      | Teatro Regina              |
| 2010          | Agosto: Condado de Osage                 | Claudio Tolcachir  | Teatro Lola Membrives      |
| 2010          | Todos eran mis hijos                     | Claudio Tolcachir  | Teatro Apolo               |
| 2012          | Adiós, muñeca                            | Eva Halac          | Teatro Multiteatro         |
| 2012          | BOOM                                     | Hernán Morán       | Teatro El Extranjero       |
| 2013          | Love Love Love                           | Carlos Rivas       | Teatro Multiteatro         |
| 2014          | Macbeth, el sueño de las brujas          | Carlos Rivas       | Teatro San Martín          |
| 2015-2016     | Otelo                                    |                    | Teatro San Martín          |
| 2018-2019     | Ejercicios fantásticos del yo            | Gael García Bernal | Teatro Coliseo             |
| 2019          | Las del Barranco                         | Helena Tritek      | Centro Cultural 25 de Mayo |
| 2021          | Jauría                                   | Jordi Casanova     | Teatro Picadero            |
| 2022-2023     | Enero                                    |                    | Teatro Paz                 |
| 2024-presente | Comienzo                                 | Daniel Veronese    | Teatro Picadero            |
| 2024-presente | Majestuosos senderos del último fantasma | Mauricio Dayub     | Teatro Politeama           |
| 2025          | Contra lo imposible                      | Sandra Gugliotta   | Teatro Maipo               |
| 2025          | Hoy serás el árbol emergente             | Francisco Lumerman | Teatro San Martín          |

## Premios
| Año  | Premio                   | Categoría                             | Título                 | Resultado |
| ---- | ------------------------ | ------------------------------------- | ---------------------- | --------- |
| 2008 | Premios Clarín           | Actriz Revelación                     | El diario de Ana Frank | Ganador   |
| 2008 | Premios Trinidad Guevara | Actriz Revelación                     | El diario de Ana Frank | Nominada  |
| 2010 | Premios ACE              | Actriz de reparto                     | Todos eran mis hijos   | Ganadora  |
| 2013 | Premios Martín Fierro    | Actriz protagonista de ficción diaria | Lobo                   | Nominada  |